# Ampuis
Ampuis est une commune française située dans le département du Rhône, en région Auvergne-Rhône-Alpes.

## Géographie
Sur la rive droite du Rhône, entre colline et fleuve, Ampuis est située dans l'aire urbaine de Vienne et dans son unité urbaine. Elle est la capitale du vignoble de côte-rôtie.

### Transports en commun
La commune est desservie par la ligne 134 du réseau de bus L'va.

### Climat
Pour des articles plus généraux, voir Climat d'Auvergne-Rhône-Alpes et Climat du Rhône.
En 2010, le climat de la commune est de type climat du Bassin du Sud-Ouest, selon une étude du Centre national de la recherche scientifique s'appuyant sur une série de données couvrant la période 1971-2000. En 2020, Météo-France publie une typologie des climats de la France métropolitaine dans laquelle la commune est dans une zone de transition entre le climat semi-continental et le climat de montagne et est dans la région climatique Nord-est du Massif Central, caractérisée par une pluviométrie annuelle de 800 à 1 200 mm, bien répartie dans l’année.
Pour la période 1971-2000, la température annuelle moyenne est de 12 °C, avec une amplitude thermique annuelle de 17,8 °C. Le cumul annuel moyen de précipitations est de 773 mm, avec 8,6 jours de précipitations en janvier et 5,9 jours en juillet. Pour la période 1991-2020, la température moyenne annuelle observée sur la station météorologique de Météo-France la plus proche, « Reventin », sur la commune de Reventin-Vaugris à 3 km à vol d'oiseau, est de 12,9 °C et le cumul annuel moyen de précipitations est de 775,7 mm,. Pour l'avenir, les paramètres climatiques de la commune estimés pour 2050 selon différents scénarios d'émission de gaz à effet de serre sont consultables sur un site dédié publié par Météo-France en novembre 2022.
| Mois                                  | jan.          | fév.           | mars          | avril         | mai           | juin          | jui.         | août          | sep.          | oct.          | nov.          | déc.           | année      |
| ------------------------------------- | ------------- | -------------- | ------------- | ------------- | ------------- | ------------- | ------------ | ------------- | ------------- | ------------- | ------------- | -------------- | ---------- |
| Température minimale moyenne (°C)     | 1,2           | 1,3            | 4             | 7,4           | 10,5          | 14,4          | 16,4         | 15,7          | 12,7          | 9,6           | 5,2           | 1,8            | 8,3        |
| Température moyenne (°C)              | 4             | 4,9            | 8,7           | 12,7          | 15,9          | 20,3          | 22,6         | 21,7          | 18,1          | 13,7          | 8,2           | 4,4            | 12,9       |
| Température maximale moyenne (°C)     | 6,7           | 8,6            | 13,4          | 18,1          | 21,4          | 26,2          | 28,8         | 27,7          | 23,5          | 17,8          | 11,2          | 7,1            | 17,5       |
| Record de froid (°C) date du record   | −8,1 30.01.05 | −11,8 05.02.12 | −9,3 01.03.05 | −3,3 08.04.21 | 2,6 05.05.19  | 6 02.06.06    | 9,8 10.07.07 | 9 27.08.18    | 2 27.09.10    | −2 28.10.10   | −5,7 18.11.07 | −11,1 30.12.05 | −11,8 2012 |
| Record de chaleur (°C) date du record | 17,9 10.01.15 | 21,2 24.02.21  | 25,2 31.03.21 | 28,5 21.04.18 | 33,6 24.05.09 | 38,3 18.06.22 | 40 24.07.19  | 41,2 24.08.23 | 34,2 14.09.20 | 29,4 09.10.23 | 21 03.11.05   | 18,2 17.12.19  | 41,2 2023  |
| Précipitations (mm)                   | 51,7          | 44,7           | 46,4          | 64,8          | 76,9          | 59,8          | 62,6         | 66,7          | 62,4          | 94,5          | 91,3          | 53,9           | 775,7      |

## Urbanisme

### Typologie
Au 1er janvier 2024, Ampuis est catégorisée bourg rural, selon la nouvelle grille communale de densité à sept niveaux définie par l'Insee en 2022.
Elle appartient à l'unité urbaine de Vienne, une agglomération inter-départementale regroupant 25  communes, dont elle est une commune de la banlieue,,. Par ailleurs la commune fait partie de l'aire d'attraction de Lyon, dont elle est une commune de la couronne,. Cette aire, qui regroupe 397 communes, est catégorisée dans les aires de 700 000 habitants ou plus (hors Paris),.

### Occupation des sols
L'occupation des sols de la commune, telle qu'elle ressort de la base de données européenne d’occupation biophysique des sols Corine Land Cover (CLC), est marquée par l'importance des territoires agricoles (52,3 % en 2018), en augmentation par rapport à 1990 (50,1 %). La répartition détaillée en 2018 est la suivante : 
forêts (33,4 %), zones agricoles hétérogènes (26,3 %), cultures permanentes (19,8 %), zones urbanisées (7,3 %), prairies (6,1 %), eaux continentales (3,6 %), zones industrielles ou commerciales et réseaux de communication (3,4 %). L'évolution de l’occupation des sols de la commune et de ses infrastructures peut être observée sur les différentes représentations cartographiques du territoire : la carte de Cassini (XVIIIe siècle), la carte d'état-major (1820-1866) et les cartes ou photos aériennes de l'IGN pour la période actuelle (1950 à aujourd'hui).

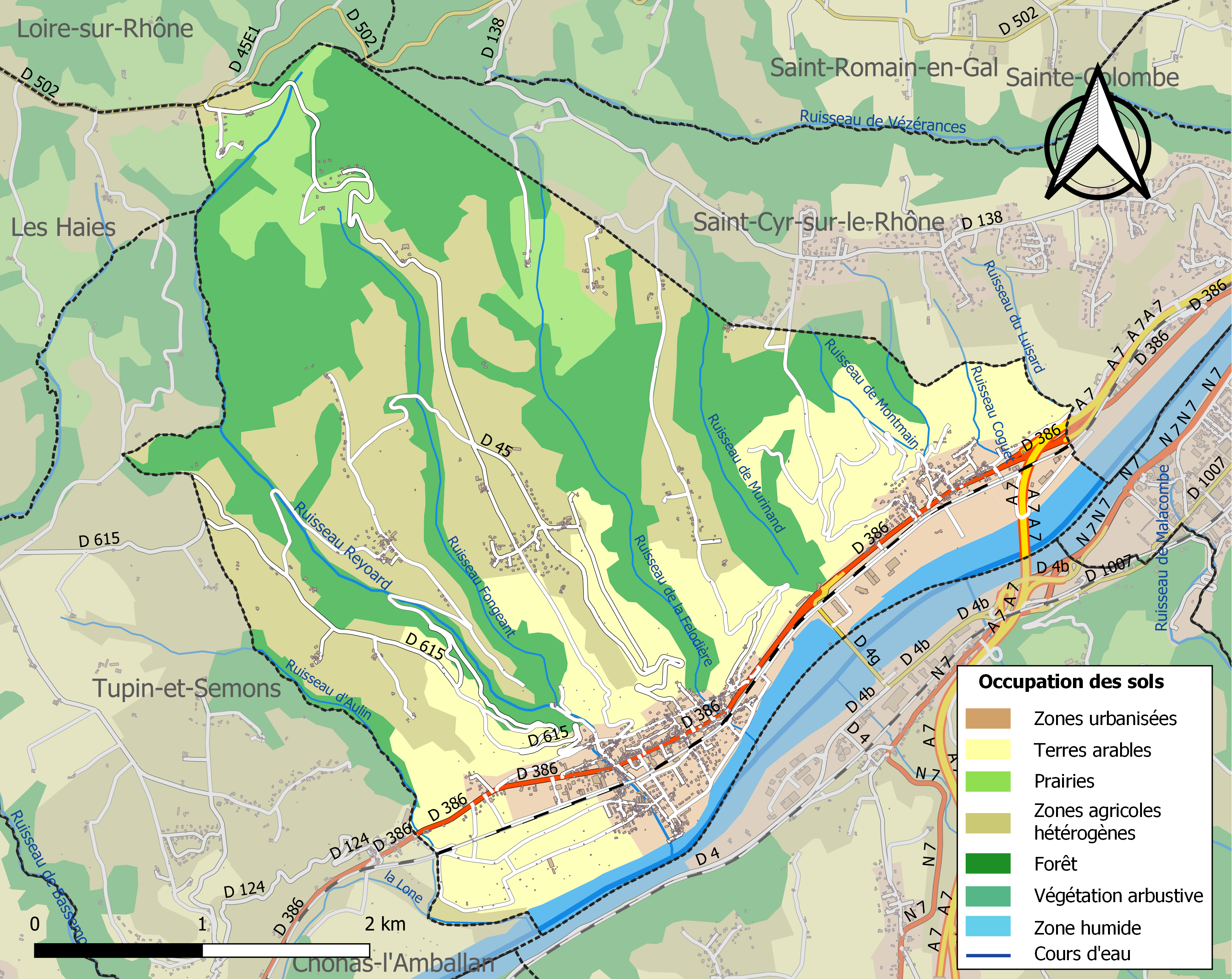
Carte des infrastructures et de l'occupation des sols de la commune en 2018 (CLC).

## Toponymie
Pour Ampuis, à l'identique d'Ampus, la forme la plus ancienne est Impuris, attestée en 990/997. Ce toponyme suggère le nom latin emporium, dérivé du grec emporion, qui nommait des comptoirs de négoce installés en terre ennemie.

## Histoire
Ce village semble devoir son nom au latin « emporium », emprunté au grec et désignant un marché ou une place de commerce. Le cours du Rhône, même impétueux, devint donc, pour les colons et navigateurs grecs, un axe commercial liant la Méditerranée à Lyon, via Arles et Vienne, et, en amont, les cités des Alpes péninnes (Suisse occidentale). Grâce à un système de halage maîtrisé par les bateliers antiques, les denrées et les produits de luxe transitaient d'un côté comme de l'autre, faisant de Vienne puis de Lugdunum une plaque tournante du commerce en Gaule de l'Est.
En effet, un comptoir commercial aurait été installé à cet endroit, bien avant l'arrivée des Romains. 
Depuis l'époque romaine, on cultive la vigne qui monte à l'assaut des coteaux escarpés. 
Il est possible également que le mot vigne, du grec « ampelos » soit aussi à l'origine du nom de la commune.
Il y a deux mille ans déjà, des auteurs latins tels que Pline célébraient ce vin connu sous le nom de « vin viennois ».
Aujourd'hui, près de 200 hectares de vigne s'enracinent sur des terrasses « chayets » soutenues par des « cheys ».
Par-ci par-là, de grands murs de soutènement signalent les noms en lettres géantes de négociants-éleveurs du vignoble.

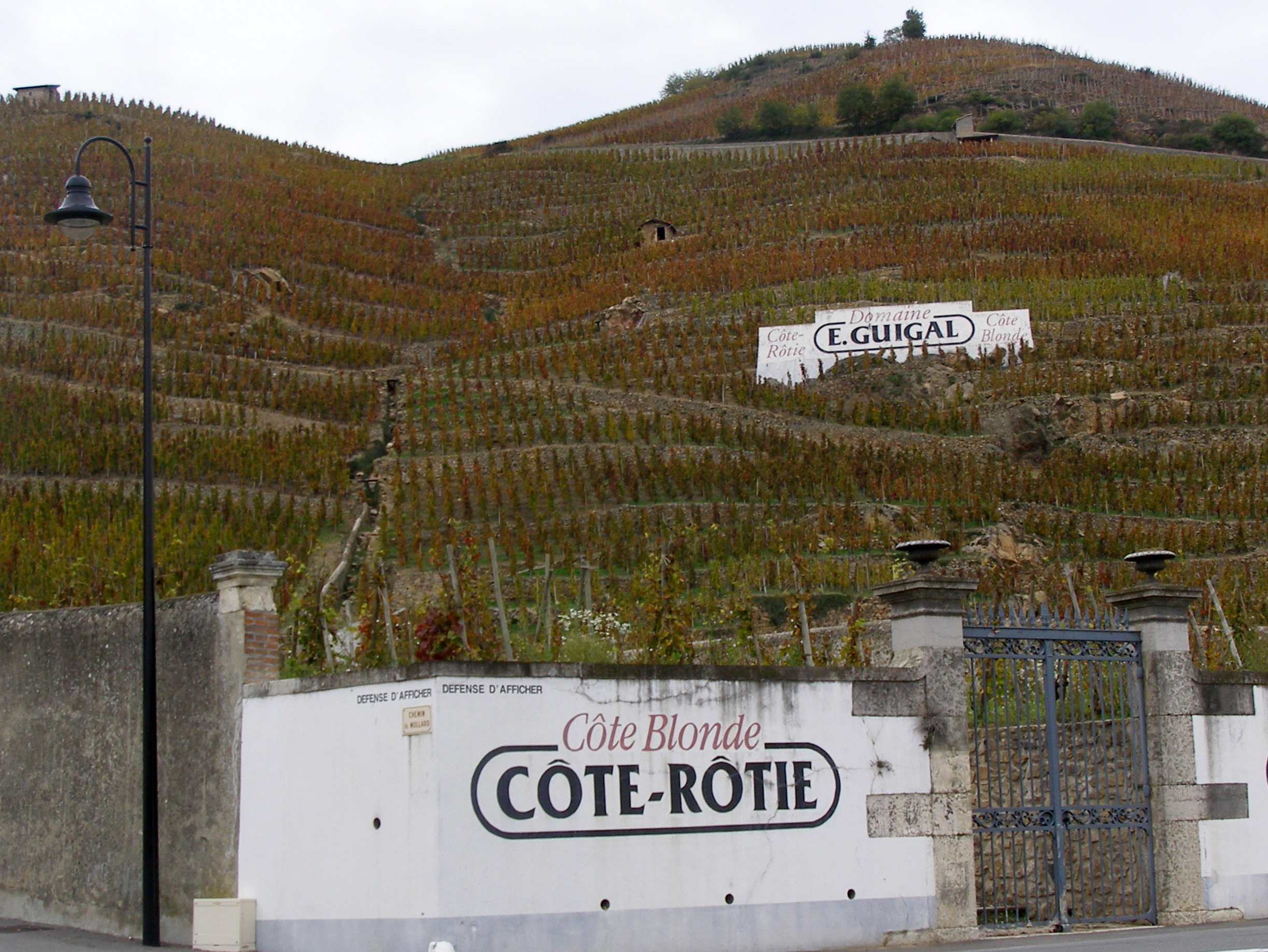
Parcelles d'un viticulteur de l'AOC.

L'appellation côte-rôtie se regroupe sur deux terres séparées par un ruisseau et dénommées la « Côte Blonde » et la « Côte Brune ».
Il y résonne la légende du seigneur de Maugiron, seigneur d'Ampuis, qui aurait partagé le domaine entre ses deux filles, l'une blonde et l'autre brune, baptisant ainsi ces deux célèbres appellations.
C'est à l'époque du seigneur de Maugiron que le château d'Ampuis a été le lieu d'une « première gastronomique ».
En effet, c'est un beau jour de 1553 que furent servis à des convives de marque, de curieux et énormes volatiles : les premiers dindons jamais servis en France.

## Politique et administration

### Liste des maires
| Période                                  | Période                       | Identité               | Étiquette                         | Qualité |
| ---------------------------------------- | ----------------------------- | ---------------------- | --------------------------------- | --- |
| 1821                                     | 1846                          | Jean Paret             |                                   | |
| 1846                                     | 1848                          | Joseph Vidal           |                                   | |
| 1848                                     | 1865                          | Antoine Bouchu         |                                   | |
| 1865                                     | 1870                          | François Bouchu        |                                   | |
| 1870                                     | 1882                          | Claude Champinot       |                                   | |
| 1882                                     | 1888                          | Joseph Leymain         | Républicain                       | Conseiller d'arrondissement du canton de Condrieu (1883-1904)                                                                 |
| 1888                                     | 1890                          | Julien Gomot           |                                   | |
| 1890                                     | 1892                          | Jacques Benoit Guibert |                                   | |
| 1892                                     | 1898                          | Joseph Leymain         | Républicain                       | Conseiller d'arrondissement                                                                                                   |
| 1898                                     | 1904                          | Guillaume Batia        |                                   | |
| 1904                                     | 1908                          | Louis Dalban           | Républicain                       | Conseiller d'arrondissement du canton de Condrieu                                                                             |
| 1908                                     | 1918                          | Jean François Razuret  |                                   | |
| Les données manquantes sont à compléter. |                               |                        |                                   | |
| 1930                                     | ?                             | Charles Gallet         | FR                                | Conseiller général du canton de Condrieu (1939 → 1940)                                                                        |
| Les données manquantes sont à compléter. |                               |                        |                                   | |
| 1964                                     | mars 1989                     | Alfred Gerin           | MRP puis CD puis CDP puis UDF-CDS | Agriculteur Sénateur du Rhône (1977 → 1986) Conseiller général du canton de Condrieu (1964 → 1988)                            |
| mars 1989                                | mars 2001                     | Jean Badel             | DVD                               | |
| mars 2001                                | mai 2020                      | Gérard Banchet         | DVD                               | Retraité Président de la CC de la Région de Condrieu (? → 2017) Vice-président de Vienne Condrieu Agglomération (2017 → 2020) |
| mai 2020                                 | En cours (au 19 janvier 2021) | Richard Bonnefoux      | DVD                               | Cadre d'entreprise, ancien adjoint Vice-président de Vienne Condrieu Agglomération (2020 → )                                  |

### Intercommunalité
Ampuis faisait partie de la communauté de communes de la Région de Condrieu. Depuis le 1er janvier 2018, la commune fait partie d'une nouvelle structure : Vienne Condrieu Agglomération.

## Population et société

### Démographie
L'évolution du nombre d'habitants est connue à travers les recensements de la population effectués dans la commune depuis 1793. Pour les communes de moins de 10 000 habitants, une enquête de recensement portant sur toute la population est réalisée tous les cinq ans, les populations de référence des années intermédiaires étant quant à elles estimées par interpolation ou extrapolation. Pour la commune, le premier recensement exhaustif entrant dans le cadre du nouveau dispositif a été réalisé en 2007.

En 2022, la commune comptait 2 760 habitants, en évolution de +1,77 % par rapport à 2016 (Rhône : +3,93 %, France hors Mayotte : +2,11 %).
| 1793  | 1800  | 1806  | 1821  | 1831  | 1836  | 1841  | 1846  | 1851  |
| ----- | ----- | ----- | ----- | ----- | ----- | ----- | ----- | ----- |
| 1 725 | 1 455 | 1 631 | 1 655 | 1 924 | 1 914 | 1 932 | 1 920 | 1 943 |

| 1856  | 1861  | 1866  | 1872  | 1876  | 1881  | 1886  | 1891  | 1896  |
| ----- | ----- | ----- | ----- | ----- | ----- | ----- | ----- | ----- |
| 1 874 | 1 858 | 1 861 | 1 811 | 1 847 | 1 624 | 1 829 | 1 748 | 1 808 |

| 1901  | 1906  | 1911  | 1921  | 1926  | 1931  | 1936  | 1946  | 1954  |
| ----- | ----- | ----- | ----- | ----- | ----- | ----- | ----- | ----- |
| 1 722 | 1 707 | 1 675 | 1 506 | 1 513 | 1 543 | 1 517 | 1 425 | 1 548 |

| 1962  | 1968  | 1975  | 1982  | 1990  | 1999  | 2006  | 2007  | 2012  |
| ----- | ----- | ----- | ----- | ----- | ----- | ----- | ----- | ----- |
| 1 545 | 1 521 | 1 704 | 1 777 | 2 051 | 2 178 | 2 497 | 2 541 | 2 680 |

| 2017  | 2022  | - | - | - | - | - | - | - |
| ----- | ----- | - | - | - | - | - | - | - |
| 2 713 | 2 760 | - | - | - | - | - | - | - |

## Enseignement
Ampuis comporte une école maternelle et une école élémentaire. La commune dépend du collège Le Bassenon à Condrieu.

### Manifestations culturelles et festivités
Chaque année a lieu le marché au vin d'Ampuis, attirant de multiples touristes venus du monde entier.

### Sports
Le sport le plus apprécié à Ampuis est le rugby.
L'équipe masculine était vice-championne de France 3e division fédérale en 2006. Elle est en 2009 en 2e division fédérale.
L'équipe féminine a remporté le titre de Championne de France en 2009[réf. nécessaire].
Le deuxième sport emblématique est la joute lyonnaise, pour laquelle le club local totalise de nombreux titres de champions de France[réf. nécessaire].
Le deuxième sport le plus pratiqué à Ampuis est le basket-ball. L'équipe féminine a déjà atteint le niveau 3 de nationale et évolue actuellement en Région. Aujourd'hui, le club a fusionné avec les club de Vienne (ancien pensionnaire de Nationale 2 masculine), Saint Romain en Gal et Reventin Vaugris pour former l'AVSR, le plus grand club de basket du sud lyonnais[réf. nécessaire], avec plus de 350 licenciés. L'équipe masculine, en grande partie constituée de joueurs formés au club, évolue désormais au niveau Région 2.

## Personnalités liées à la commune

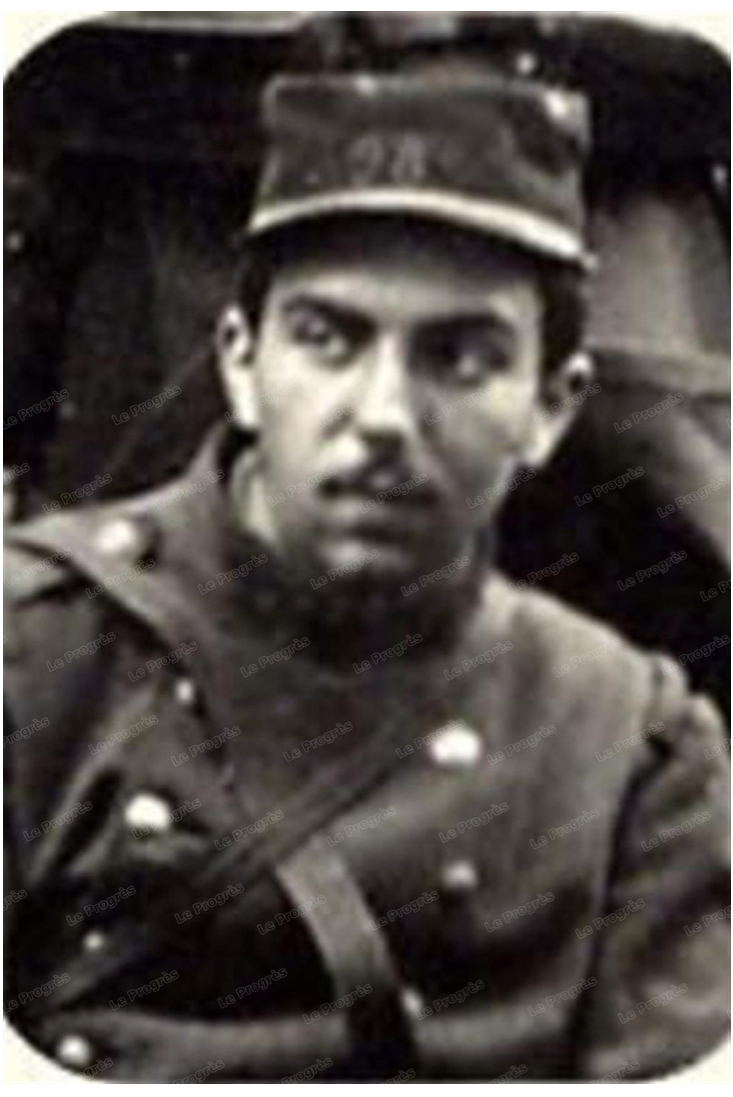
Jean-Julien Chapelant (1891-1914).

- Jean-Julien Chapelant, natif d'Ampuis, sous-lieutenant commandant la 3e section de mitrailleuses du 98e RI, est connu pour être un fusillé pour l'exemple pendant la Première Guerre mondiale. Le 7 octobre 1914, après sept jours et sept nuits de combats et de bombardements ininterrompus autour de Beuvraignes (Somme), il était capturé avec une poignée de survivants. Blessé à une jambe, il réussit cependant à s’échapper et à regagner les lignes françaises deux jours plus tard, dans un état d’épuisement facile à imaginer. Pourtant, son colonel le fit traduire devant un « conseil de guerre spécial » qui le condamna à mort pour « capitulation en rase campagne ». Le 10 octobre 1914, Chapelant était fusillé dans la cour du château des Loges, attaché à son brancard dressé contre un pommier. Son nom figure sur le monument aux morts d'Ampuis. Et l'Union des mutilés et anciens combattants déposa une plaque sur sa tombe portant l'inscription suivante : « les anciens combattants à leur frère d'armes Jean Julien Chapelant, martyr des cours martiales ». Son histoire est évoquée dans le film de Stanley Kubrick Les Sentiers de la gloire. Jean-Julien Chapelant est déclaré « Mort pour la France » et réhabilité en 2012 à l’occasion des cérémonies du 11-Novembre[19].
- Marcel Guigal, fondateur des Établissements Guigal, propriétaires des crus prestigieux La Turque, La Mouline et La Landonne, considérés comme faisant partie des plus grands vins du monde.
- Gitta Mallasz (1907-1992), qui s'est fait connaître par la publication du livre Dialogues avec l'ange, a vécu ses dernières années au hameau de Tartaras.
- Gabriel Marie Étienne Vanel, né le 12 janvier 1925 à Ampuis, évêque catholique français. Vicaire apostolique aux Armées françaises puis archevêque d'Auch. Retiré depuis 1996, Mgr Vanel est décédé le 1er mars 2013. Son corps repose en la cathédrale Sainte-Marie d'Auch (Gers).

## Culture locale et patrimoine

### Lieux et monuments
- L'église Saint-Baudille d'Ampuis date du XVIe siècle.

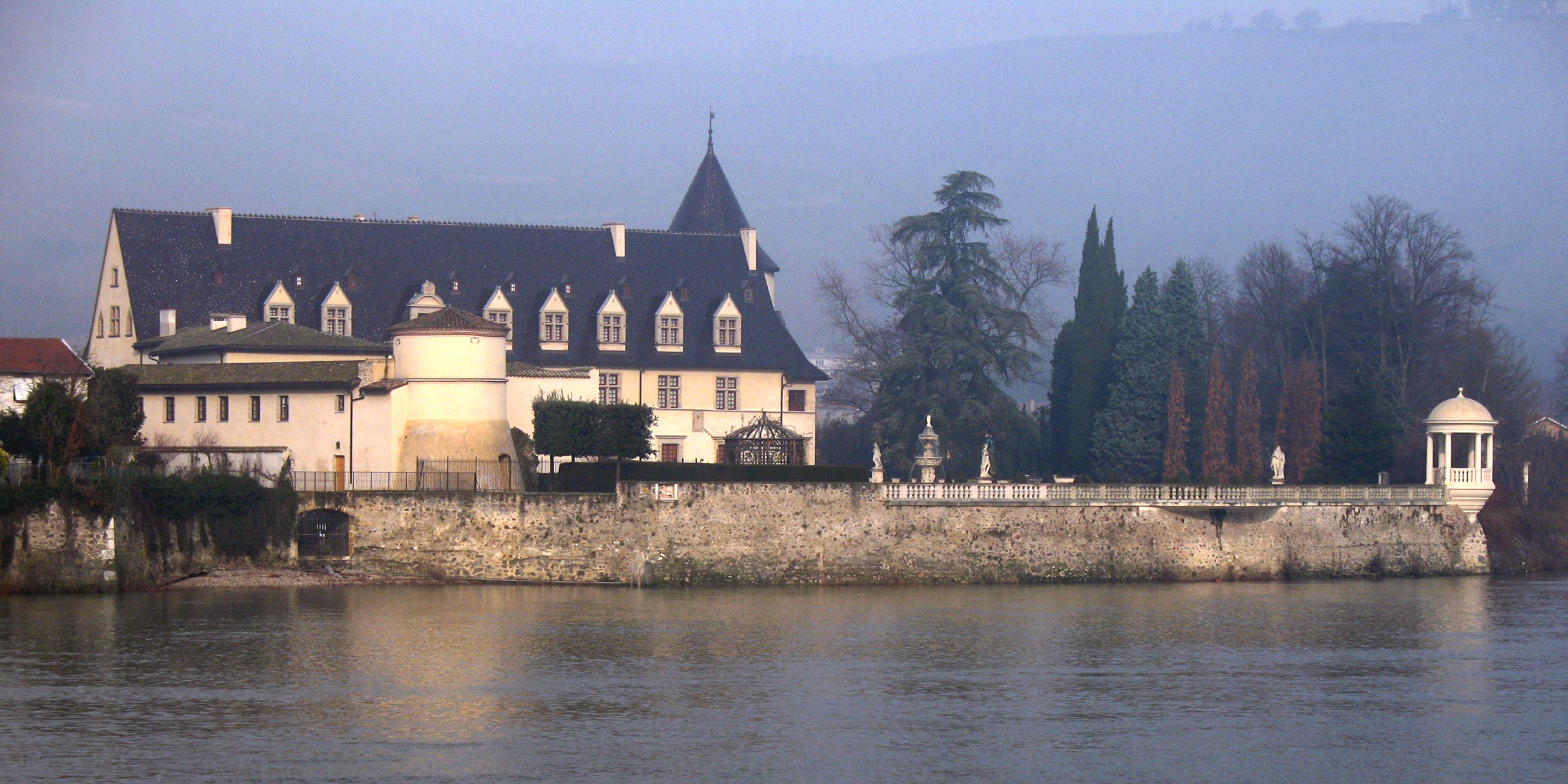
Le château d'Ampuis.

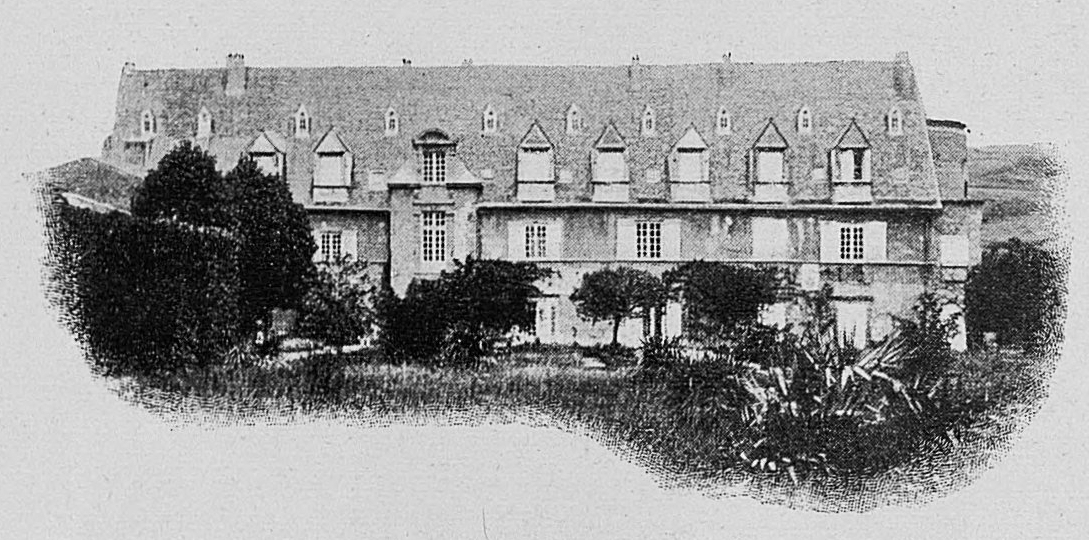
Le château d'Ampuis au début du XXe siècle.

- Le château d'Ampuis est une ancienne maison forte, mentionnée dès le XIVe siècle, très remanié au XVIIIe siècle, il est situé sur les bords du Rhône au Sud-Est de la commune.

### Généalogie
- L'association Les Généalogistes de la Vallée du Gier ou Geneagier a numérisé les registres et les publie (1609-1896) sur son site Internet.

### Héraldique
| Blason de Ampuis | Blason  | D'azur à trois croissants d'argent rangés et posés en bande. |
| Blason de Ampuis | Détails | Le statut officiel du blason reste à déterminer.             |

### Télévision
La ville est mentionnée dans l'épisode 9 de la saison 6 de Better Call Saul.